# 고베 시역소

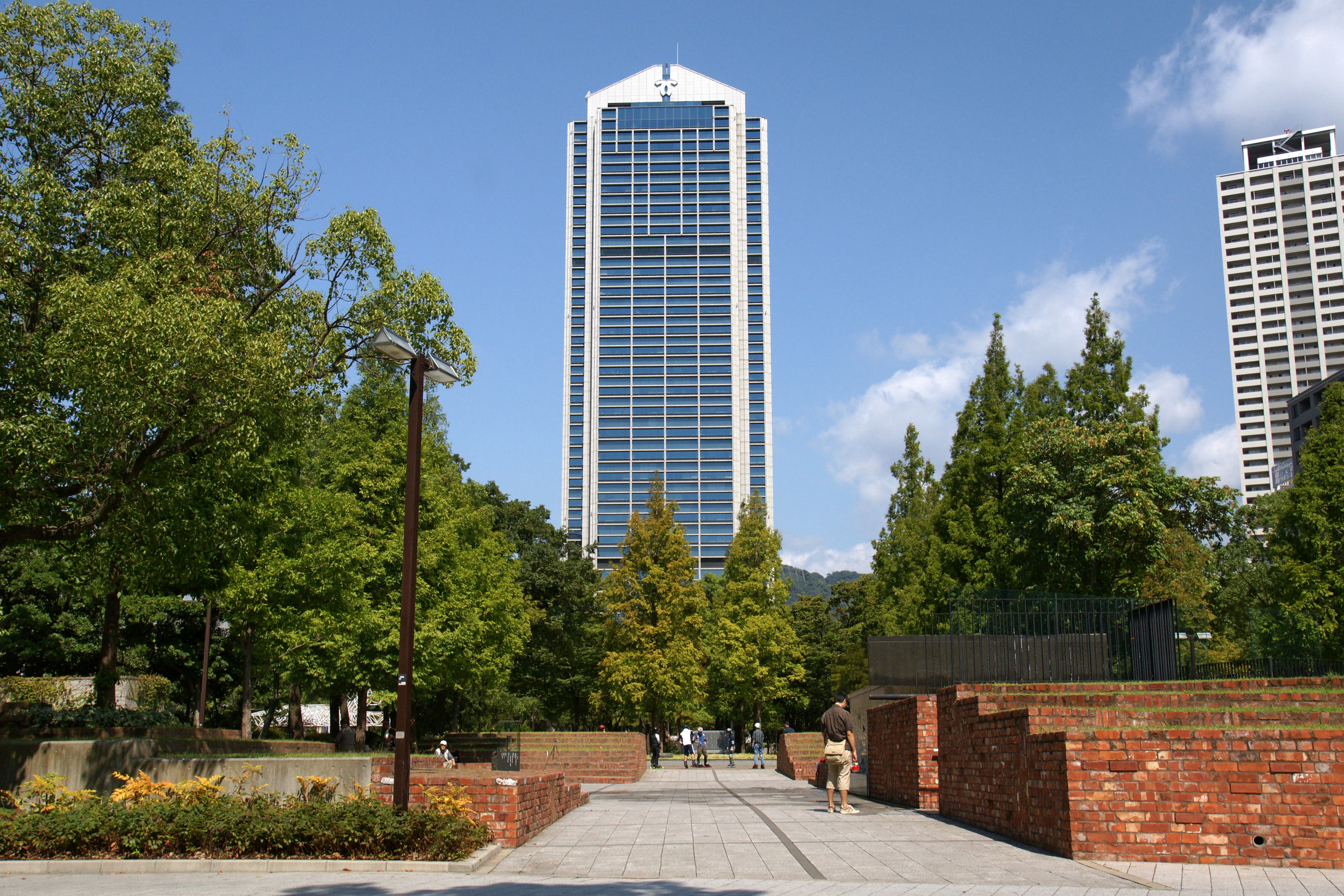
고베 시역소

고베 시역소(일본어: 神戸市役所)는 일본 효고현 고베시 주오구에 있는 시청이다. 30층으로 이루어져 있으며, 24층에는 무료 전망대가 있다.